# Aminu Umar
Aminu Umar (Abuja, 6 marzo 1995) è un calciatore nigeriano, centrocampista o attaccante del Miracle Değirmenlik.

## Caratteristiche tecniche
Ala destra, può giocare nello stesso ruolo sulla fascia opposta o come trequartista.

## Carriera

### Club
Nella stagione 2013-2014 ha segnato 7 gol in 35 presenze nella seconda divisione turca; in seguito ha giocato anche nella prima divisione turca.

### Nazionale
Ha partecipato ai Mondiali Under-20 del 2013 ed ai Giochi Olimpici del 2016, nei quali ha vinto una medaglia di bronzo.

## Palmarès

### Nazionale
- Bronzo olimpico: 1

Rio de Janeiro 2016

### Individuale
- Capocannoniere della Coppa delle nazioni africane Under-20: 1

Algeria 2013 (4 reti)